# Acmella kalelii
Acmella kalelii é uma espécie da família Asteraceae descoberta no ano de 2018 e configura como a quarta espécie de jambú conhecida. A espécie se difere dos outros Jambús por possuir flores com 4 e 5 lacínios no mesmo capítulo, cipselas com flores do raio tri-tetracostadas, entre outras características taxonômicas. A planta foi descoberta em Santarém, no estado do Pará.